# Thomas Anshelm

Druckermarke 1518. ATB – Anshelm, Thomas, Badensis

Thomas Anshelm (* um 1470 in Baden-Baden; † 1522 oder 1524 in Haguenau) war ein bedeutender süddeutscher Buchdrucker in der Zeit des Humanismus. Er druckte zuerst im deutschen Raum im 16. Jahrhundert griechische und hebräische Buchstaben, so in der Grammatik Rudimenta hebraica von Johannes Reuchlin 1506.

## Leben
Anshelm druckte in Straßburg, Pforzheim, Tübingen und Haguenau unter anderem Werke von Johannes Reuchlin und Heinrich Bebel. Der Reformator Philipp Melanchthon war neben seiner Tätigkeit an der Universität Tübingen von 1514 bis 1516 sein Korrektor, zuvor hatte ab 1507 diese Aufgabe sein Lehrer Johannes Hiltebrant inne.

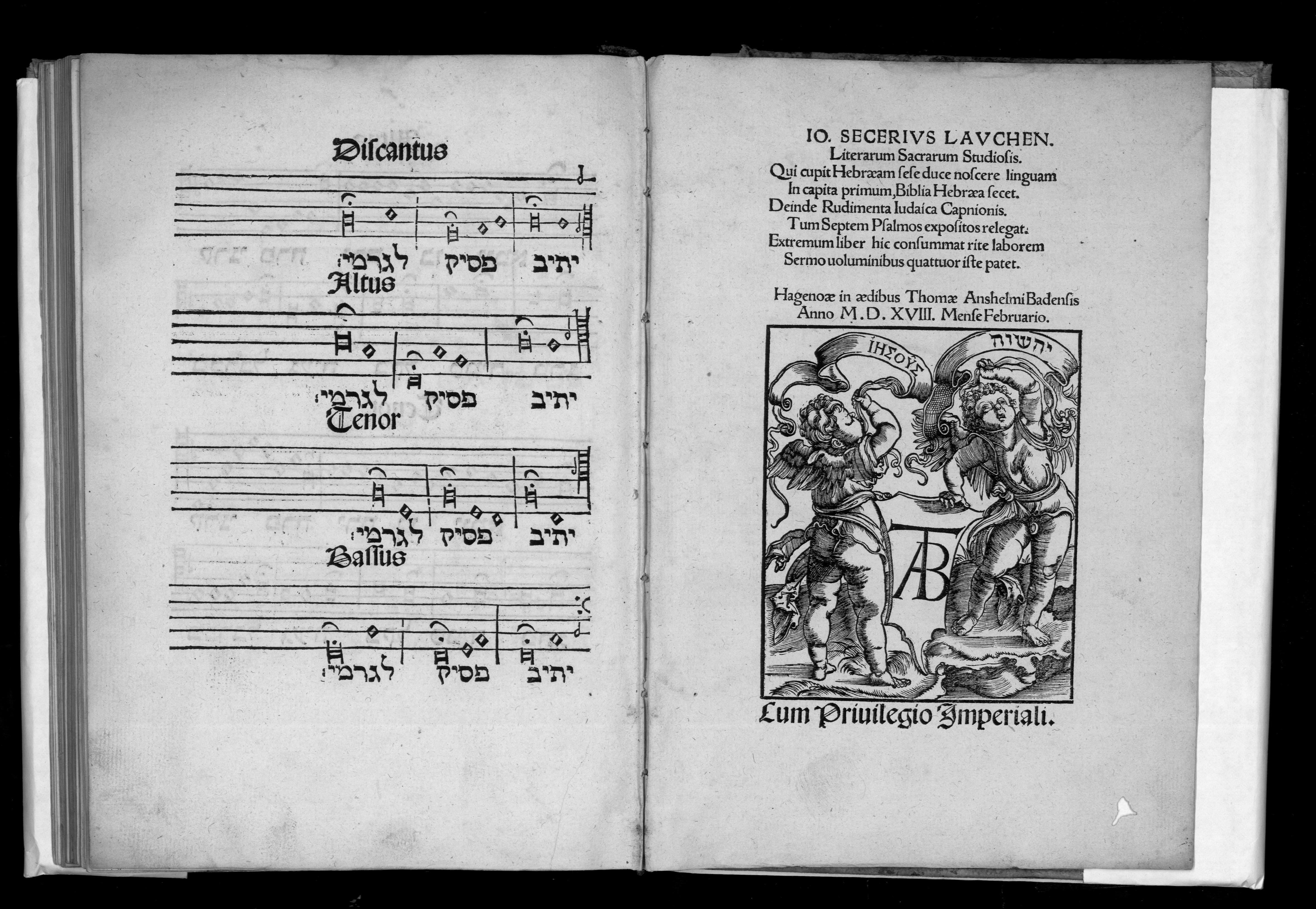
Johannes Reuchlin: De accentibus, et orthographia, linguae Hebraicae Fol. 87 v. und 88 r. 1518 gedruckt von Thomas Anshelm, Haguenau. Signet nach einer Zeichnung von Hans Baldung Grien. Zum Signet s. Wolkenhauer, Das Druckerzeichen Thomas Anshelms, 2022.

Anshelm war ein Kollege von Heinrich Gran. In Flandern kann er mit Dirk Martens verglichen werden.

### Belletristik
- Ulrich Kischko: Licht, das Finsternis vertreibt. Thomas Anshelm, Buchdrucker der frühen Neuzeit in Straßburg, Pforzheim, Tübingen und Hagenau : historischer Roman, Neckar Alb, 2. Aufl., 2022, ISBN 978-3-947175-16-1.